# Nervo vago
Il nervo vago (chiamato anche nervo pneumogastrico o nervo X del cranio, dove X sta per decimo) è la decima delle dodici paia di nervi cranici (o encefalici) che partono dal tronco encefalico (composto da midollo allungato, ponte e mesencefalo). Il nervo vago parte dal midollo allungato e si porta, attraverso il foro giugulare, verso il basso nel torace e nell'addome. I 2 nervi vaghi destro e sinistro sono tra i più importanti del corpo nonché i più lunghi ed i più ramificati tra i nervi cranici.
Il suo nome deriva dalla parola latina vagus, che significa letteralmente "vagabondo", probabilmente in riferimento al suo lungo e intricato percorso nel corpo umano.

## Nuclei
- Nucleo motore somatico: corrisponde al nucleo ambiguo, dove origina insieme al glosso-faringeo (IX) ed all'accessorio craniale (XI); queste fibre innervano i muscoli della faringe, della laringe e della porzione superiore dell'esofago.
- Nucleo sensitivo somatico: corrisponde alla radice sensitiva discendente del trigemino, dove giungono le fibre del ganglio giugulare; tale ganglio porta le fibre verso la periferia, precisamente alla porzione intermedia tra meato acustico esterno e padiglione cartilagineo.
- Nucleo motore viscerale: corrisponde al nucleo motore dorsale del vago, presente sull'ala cinerea del pavimento del IV ventricolo; da qui originano le fibre parasimpatiche dirette a quasi tutto l'organismo fino alla regione dell'intestino crasso superiore.
- Nucleo sensitivo viscerale: corrisponde alla porzione inferiore del nucleo del tratto solitario, sotto la porzione propria del glosso-faringeo; da qui dipartono tutte le fibre viscerali sensoriali destinate alla regione che si prolunga dalla radice della lingua (sensibilità specifica sui calici gustativi tra mucosa dell'epiglottide e dell'orofaringe) fino alla regione pelvica.

## Decorso
I suoi nuclei risiedono nel midollo allungato. Fuoriesce dal bulbo tramite il solco dei nervi misti con una decina di radicole, decorre avanti e lateralmente al nervo glossofaringeo e anteriormente al nervo accessorio, fuoriesce dal cranio tramite il foro giugulare, forma il ganglio giugulare ed il ganglio nodoso, quindi decorre verticalmente nel collo.
Divenuto indipendente dai due nervi summenzionati, diviene parte del fascio vascolonervoso del collo, costituito dall'arteria carotide (dapprima carotide interna, più inferiormente carotide comune) antero-medialmente e dalla vena giugulare interna antero-lateralmente. Entra nel torace lasciando il fascio e decorrendo, a destra, medialmente all'arteria anonima e medialmente alla vena cava superiore, a sinistra, lateralmente all'arco aortico.
Si porta posteriormente agli ili polmonari e decorre, a destra, posteriormente all'esofago formando il plesso polmonare destro ed il plesso esofageo posteriore, a sinistra, anteriormente all'esofago formando il plesso polmonare sinistro ed il plesso esofageo anteriore e dando vita al nervo laringeo ricorrente. I tronchi anteriore e posteriore sono costituiti da fibre miste, anche se la componente del posteriore è prevalentemente destra e quella dell'anteriore prevalentemente sinistra. Il nervo vago entra quindi nell'addome seguendo il decorso dell'esofago, passando tramite l'orifizio esofageo diaframmatico.
Nell'addome i due tronchi decorrono sulle facce anteriore e posteriore dello stomaco formando i plessi gastrici anteriori e posteriori. Il ramo posteriore quindi dà vita al ramo celiaco ed al plesso celiaco, formando l'ansa memorabile con il nervo grande splancnico destro, il ramo anteriore forma il plesso celiaco sinistro ricevendo il grande splancnico sinistro. Numerosi rami innervano gli organi addominali.

## Organi innervati
Ha componente parasimpatica, controlla tutta la muscolatura liscia non controllata dai nervi oculomotore, facciale e glossofaringeo e dai nervi spinali, che controllano solo alcuni visceri (ad esempio l'ultimo tratto dell'intestino). In particolare innerva sia l'intestino che lo stomaco.
Il nervo vago fornisce fibre parasimpatiche a tutti gli organi, fatta eccezione per le ghiandole surrenali, dal collo fino agli ultimi segmenti della colonna vertebrale.
Il vago controlla anche alcuni muscoli scheletrici tramite le fibre provenienti dal nucleo ambiguo:
- l'elevatore del velo palatino;
- il salpingofaringeo;
- il palatoglosso;
- il palatofaringeo;
- i muscoli costrittori faringei superiore, medio e inferiore;
- i muscoli della laringe;
- i muscoli dell'esofago prossimale.

Questo significa che il nervo vago è responsabile della frequenza cardiaca, della peristalsi gastrointestinale, della sudorazione e di alcuni movimenti della bocca, inclusi i muscoli del parlato e della respirazione (tenendo aperta la laringe). Riceve inoltre sensazioni dall'orecchio esterno (attraverso il nervo di Alderman) e parte delle meningi.

## Funzionalità principali
Uno dei suoi scopi principali è quello di stimolare la produzione dell'acido gastrico e regolare i movimenti compiuti dallo stomaco e dall'intestino durante la fase della digestione.

### Il nervo vago e il cuore
L'innervazione da parte del sistema nervoso autonomo parasimpatico del cuore è mediata dal nervo vago. Il vago di destra innerva il nodo senoatriale e la sua stimolazione induce bradicardia. La stimolazione vagale sinistra ha effetti molto meno consistenti rispetto alla destra, ed è diretta prevalentemente alle fibre atriali. Una stimolazione vagale sinistra inappropriata, in particolari pazienti, può portare all'insorgenza o al peggioramento di un blocco atrioventricolare.

## Patologie legate al nervo vago
Quando la sua funzionalità è compromessa, ad esempio dall'artrosi cervicale, possono verificarsi tutta una serie di sintomi tra cui nausea, acidità di stomaco, vertigini, giramenti di testa, rossori in viso, tachicardia, dolore e rigidità del collo, mal di testa, pallore, sudorazione fredda, salivazione ridotta, vomito. Spesso, la conseguenza di tali sintomi è il collasso. Durante questa fase, la pressione sanguigna scende di colpo; può essere ripristinata facendo distendere l'individuo, con le gambe leggermente alzate e la testa alla stessa altezza del corpo o leggermente più bassa. Il collasso dura in media 2-3 minuti. Rare volte dura di più.
Si può incorrere nell'impossibilità della fonazione quando viene reciso o danneggiato il nervo laringeo ricorrente, che decorre a cavallo dell'arteria tiroidea inferiore, dato che innerva quasi tutti i muscoli laringei implicati nella fonazione.

## Tecniche mediche riguardanti il nervo vago
Alcune manovre quali la manovra di Valsalva o il massaggio carotideo, possono avere effetti stimolatori sul nervo vago, più o meno blandi. Ad esempio sono noti casi di svenimento causati da colletti di camicia o nodi alla cravatta troppo stretti che con il continuo sfregamento hanno portato ad iperstimolazione vagale, bradicardia, conseguente abbassamento della pressione arteriosa, ipoperfusione cerebrale e perdita di coscienza. Tuttavia, manovre terapeutiche come il massaggio carotideo, o Valsalva ripetute sono pratiche che, se usate in modo inappropriato, possono portare il paziente incontro a gravi conseguenze aritmiche, come blocchi atrio-ventricolari o fibrillazioni ventricolari. Pertanto è buona norma lasciare tali pratiche al personale medico, senza mai eseguirle autonomamente.

### Stimolazione
Se stimolato tramite impulsi elettrici, il nervo vago trasmette tali impulsi a specifiche aree del cervello che regolano importanti funzioni quali la regolazione dell'umore, del sonno, dell'appetito, della motivazione e di altri importanti sintomi. La stimolazione del nervo vago attraverso impulsi elettrici (Vagus nerve stimulation) costituisce una vera e propria terapia medica che può risultare efficace nei casi di epilessia e depressione farmaco-resistenti.